# Ітигілов Олександр Олександрович
Олександр Олександрович Ітигілов (* 24 вересня 1974) — український актор і режисер, син режисера Олександра Ітигілова і актриси Ольги Матешко.
Випускник КДІТМ (кінофакультет), майстерня В'ячеслава Криштофовича.
З 1993 року працює в рекламному виробництві. Режисер понад 100 рекламних роликів та десятків російськомовних телесеріалів.

## Фільмографія
Режисер:
Телесеріали та телефільми
- 2021: «Врятувати Віру»
- 2019: «Серце матері» (рос. Сердце матери) (рос.)
- 2019: «Сонячний листопад» (рос. Солнечный ноябрь) (рос.)
- 2018: «Чужі родичі» (рос. Чужие родные) (рос.)
- 2017: «Скарбниця життя» (рос. Кладовая жизни) (рос.)
- 2017: «Мій кращий ворог» (рос. Мой лучший враг) (рос.)
- 2017: «Друге життя Єви» (рос. Вторая життя Евы) (рос.)
- 2017: «Я ніколи не плачу» (рос. Я никогда не плачу) (рос.)
- 2016: «Поранене серце» (рос. Раненое сердце) (рос.)
- 2016: «Лист надії» (рос. Письмо надежды) (рос.)
- 2016: «Між коханням та ненавистю» (рос. Между любовью и ненавистью) (рос.)
- 2015: «Два плюс два» (рос. Два плюс два) (рос.)
- 2014: «Я буду чекати тебе завжди» (рос. Я буду ждать тебя всегда) (рос.)
- 2014: «Нежожа» (рос. Племяшка) (рос.)
- 2014: «Коли настане світанок» (рос. Когда наступит рассвет) (рос.)
- 2013: «Мій тато авіатор» (рос. Мой папа лётчик) (рос.)
- 2013: «Кохання з випробувальним терміном» (рос. Любовь с испытательным сроком) (рос.)
- 2013: «Два Івани» (рос. Два Ивана) (рос.)
- 2012: «Німий» (рос. Немой) (рос.)
- 2012: «Це мій пес» (рос. Это моя собака) (рос.)
- 2011: «Пончик Люся» (рос. Пончик Люся) (рос.)
- 2011: «Медове кохання» (рос. Медовая любовь) (рос.)
- 2009: «Грони горобини червоної» (рос. Рябины гроздья алые) (рос.)
- 2009: «Ромашка, кактус, маруна» (рос. Ромашка, кактус, маргаритка) (рос.)
- 2009: «Білявка в нокауті» (рос. Блондинка в нокауте) (рос.)
- 2008: «Придбаю товариша» (рос. Куплю друга) (рос.)
- 2008: «Перстенець з бірюзою» (рос. Колечко с бирюзой) (рос.)
- 2007: «Дні надії» (рос. Дни надежды) (рос.)
- 2007: «Нумо пограємось!» (рос. Давай поиграем!) (рос.)
- 2007: «Сьогодні й завжди» (рос. Сегодня и всегда) (рос.)

Повнометражні художні фільми
- 2020: «Казка старого мельника»